# Pjakupur
Der 542 km lange Pjakupur (russisch Пякупур) ist der linke Quellfluss des Pur im Westsibirien (Russland, Asien).

## Geographie
Der Pjakupur entsteht im zentralen Teil des Westsibirisches Tieflandes, am Nordrand des Höhenzuges Sibirskije uwaly nördlich des Ob-Mittellaufes, aus den knapp 100 Kilometer langen Quellflüssen Jangjagun (Янгъягун; auch Jankjagun) von links und Njutschawotyjacha (Нючавотыяха; auch Njudja-Wotyjacha).
Er durchfließt auf seiner gesamten Länge den Autonomen Kreis der Jamal-Nenzen, streckenweise stark mäandrierend, durch das sumpfige, seenreiche und bewaldete Tiefland in zunächst östlicher, dann nordöstlicher bis nördlicher Richtung. Schließlich vereinigt er sich vier Kilometer unterhalb der Stadt Tarko-Sale mit dem Aiwassedapur zum Pur.
Seine wichtigsten Nebenflüsse sind Wyngapur (auch Wengapur) von rechts und Purpe von links.

## Hydrologie
Das Einzugsgebiet des Pjakupur umfasst 31.400 km². Die mittlere Wasserführung in Mündungsnähe bei Tarko-Sale 307 m³/s bei einem minimalen Monatsmittel von 98 m³/s im März und einem maximalen Monatsmittel von 1122 m³/s im Juni. Nahe dem Zusammenfluss ist der Pjakupur etwa 250 Meter breit und zwei Meter tief. Die Fließgeschwindigkeit beträgt hier 0,9 m/s.
Der Fluss gefriert von Oktober bis Ende Mai/Anfang Juni.

## Wirtschaft und Infrastruktur
Der Pjakupur ist im Unterlauf auf 85 Kilometern schiffbar.
Im Einzugsgebiet des Pjakupur liegen wichtige Erdöl- und Erdgaslagerstätten, wie Gubkinskoje, Wyngajachinskoje, Wyngapurowskoje, Sutorminskoje, Murawlenkowskoje (bei Murawlenko), Komsomolskoje, Barsukowskoje, Nowopurpeiskoje und Umseiskoje. Aus diesem Grunde entstand am Mittel- und Unterlauf des Flusses seit den 1970er-Jahren eine Reihe von Städten und größeren Siedlungen, darunter Chanymei, Purpe, Gubkinski und Tarko-Sale.
Durch die Flussniederung führen eine Eisenbahnstrecke und eine Straße, die seit den 1980er-Jahren die Öl- und Gasfördergebiete im Norden Westsibiriens über Surgut und Tjumen mit der „Außenwelt“ verbinden. Diese überqueren den Fluss bei Chanymei.